# Amtsgericht Lampertheim

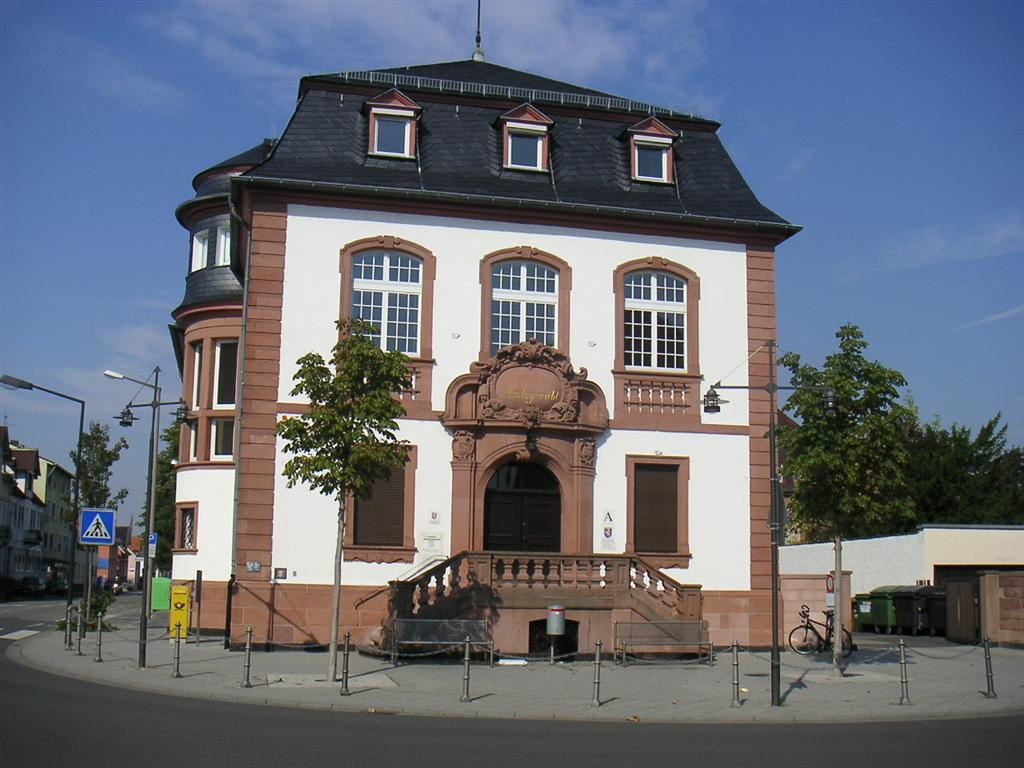
Amtsgericht Lampertheim

Das Amtsgericht Lampertheim (AG Lampertheim) ist ein Gericht der ordentlichen Gerichtsbarkeit in Lampertheim im südhessischen Landkreis Bergstraße.

## Gerichtssitz und -bezirk

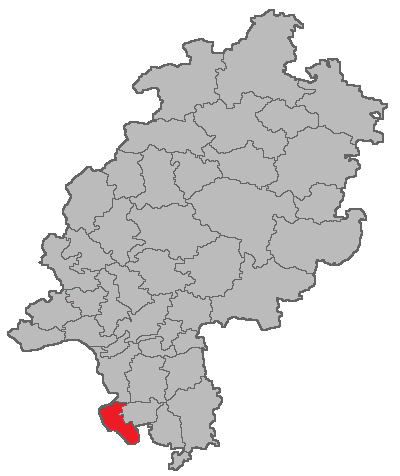
Lage des Amtsgerichtsbezirks Lampertheim in Hessen

Der Sitz des Gerichtes ist in Lampertheim in der Bürstädter Straße 1. Der Gerichtsbezirk des Amtsgerichts Lampertheim umfasst die Städte und Gemeinden Biblis, Bürstadt, Groß-Rohrheim, Lampertheim und Viernheim (jeweils inklusive aller Stadt- und Ortsteile). Alle liegen im Landkreis Bergstraße.

## Geschichte
Auf Veranlassung des Großherzoglichen Ministerium der Justiz wurde mit Wirkung vom 1. Juni 1905 ein Amtsgericht in Lampertheim errichtet und der zugehörige Amtsgerichtsbezirk aus den Orten und Gemarkungen Biedensand (Feldgemarkung), Lampertheim mit Hüttenfeld und Neuschloß, See-Hof (Feldgemarkung), Viernheim und Wildbahn (Waldgemarkung) gebildet. Am 1. Oktober 1934 wurden die Gemarkungen Bobstadt und Bürstadt mit Boxheimer Hof aus dem Bezirk des aufgelösten Amtsgerichts Lorsch dem Amtsgericht Lampertheim zugeteilt. 1945, nach der Zuordnung der rechtsrheinischen Orte des Kreises Worms zum Landkreis Bergstraße, kamen Biblis,  Wattenheim,  Nordheim und Groß-Rohrheim hinzu.

## Übergeordnete Gerichte
Dem Amtsgericht Lampertheim übergeordnet ist das Landgericht Darmstadt. Im weiteren Instanzenzug sind das Oberlandesgericht Frankfurt am Main sowie der Bundesgerichtshof übergeordnet.